# Runaway 3: A Twist of Fate
Runaway 3: A Twist of Fate (рус. Runaway 3: Поворот судьбы) — приключенческая компьютерная игра, разработанная испанской компанией «Pendulo Studios» и выпущенная «Focus Home Interactive». Издателем в России является компания «Новый Диск». Игра вышла 26 ноября 2009 г., российская локальная версия — 22 июля 2010 г.

## Сюжет
Шесть месяцев назад герой предыдущей части был арестован и предстал перед судом за убийство полковника Кордсмайра на острове Мала (Гавайи). Однако судебное разбирательство было приостановлено, когда возникли серьёзные сомнения в его психическом здоровье, потому что он ничего не мог вспомнить об этом инциденте. Вскоре после этого герой (Брайан) погибает при попытке к бегству из психиатрической больницы, где он был заперт (так говорится в официальных отчётах). Но у Джины, девушки главного героя игры, есть основания полагать, что истина совершенно другая и она не успокоится, пока не докажет этого.
В третьей части игры раскрываются ответы на сюжетные вопросы предыдущих частей игры Runaway. Это также первая игра, где Джина играет главную роль. На этот раз она так же важна, как Брайан, и игрок получает возможность играть за неё.

## Отзывы
| Русскоязычные издания | Русскоязычные издания |
| Издание               | Оценка                |
| --------------------- | --------------------- |
| Absolute Games        | 86/100                |
| «Игромания»           | 8/10                  |

Игра заняла третье место в номинации «Квест года» (2009) журнала «Игромания»
и получила от него 8 из 10 баллов.